# 马克·泰马诺夫
马克·泰马诺夫（俄语：Марк Евгеньевич Тайманов，1926年2月7日—2016年11月28日），苏联国际象棋棋手、钢琴家，出生于乌克兰哈尔科夫。
泰马诺夫于1950年获国际大师称号，1952年晋升为国际特级大师。1946年至1956年间，他是世界排名前十的棋手。他创纪录地参加过23次苏联国际象棋全国锦标赛，并于1952年、1956年两次获并列第一。而他最知名的一场对局，则是在1971年世界冠军挑战者资格赛中0：6负于美国棋手鲍比·菲舍尔。
除了国际象棋之外，泰马诺夫还是一位古典钢琴家。他与妻子Lyubov Bruk合作的作品被收录于飞利浦与史坦威合作的《20世纪伟大钢琴家系列》。

## 作品節選

### 商業錄音
- (CD). 20世紀偉大鋼琴家（英语：Great Pianists of the 20th Century） 15. Philips Classics. 1998. 456 736-2.